# Ріта Гранде
Ріта Гранде (італ. Rita Grande, нар. 23 березня 1975) колишня італійська тенісистка. Здобула три одиночні і п'ять парних титулів туру WTA.

## Фінали турнірів WTA
| Легенда: Before 2009        | Легенда: Starting in 2009 |
| --------------------------- | ------------------------- |
| Турніри Великого шолома (0) |                           |
| Турніри WTA (0)             |                           |
| Tier I (0)                  | Premier Mandatory (0)     |
| Tier II (0-1)               | Premier 5 (0)             |
| Tier III (2-1)              | Premier (0)               |
| Tier IV & V (0)             | International (0)         |

### Одиночний розряд (3–1)
| Результат | Ранг | Дата            | Турнір                                   | Покриття  | Опонент                  | Рахунок       |
| --------- | ---- | --------------- | ---------------------------------------- | --------- | ------------------------ | ------------- |
| Поразка   | 1.   | 17 січня 1999   | Moorilla Hobart International, Австралія | Тверде    | Чанда Рубін              | 2–6, 3–6      |
| Перемога  | 2.   | 8 січня 2001    | Moorilla Hobart International, Австралія | Тверде    | Дженніфер Гопкінс        | 0–6, 6–3, 6–3 |
| Перемога  | 3.   | 15 жовтня 2001  | Братислава, Словаччина                   | Килим (i) | Мартина Суха             | 6–1, 6–1      |
| Перемога  | 4.   | 31 березня 2003 | Гран-прі принцеси Лалли Мер'єм, Марокко  | Ґрунт     | Антонелла Серра-Дзанетті | 6–2, 4–6, 6–1 |

### Парний розряд (5-7)
| Результат | Ранг | Дата           | Турнір                                                             | Покриття   | Партнер             | Опоненти                                           | Рахунок            |
| --------- | ---- | -------------- | ------------------------------------------------------------------ | ---------- | ------------------- | -------------------------------------------------- | ------------------ |
| Поразка   | 1.   | 6 травня 1990  | Таранто, Італія                                                    | Ґрунт      | Сільвія Фаріна-Елія | Олена Брюховець Євгенія Манюкова                   | 6–7, 1–6           |
| Поразка   | 2.   | 10 лютого 1997 | Open GDF Suez, Франція                                             | Тверде (i) | Александра Фусаї    | Яна Новотна Мартіна Хінгіс                         | 3–6, 0–6           |
| Перемога  | 3.   | 19 червня 1999 | Rosmalen Grass Court Tournaments, Нідерландські Антильські острови | Трава      | Сільвія Фаріна-Елія | Кара Блек Крісті Богерт                            | 7-5, 7-6           |
| Поразка   | 4.   | 3 січня 2000   | Brisbane International, Австралія                                  | Тверде     | Сабін Аппельманс    | Жулі Алар-Декюжі Анна Курникова                    | 3–6, 0–6           |
| Перемога  | 5.   | 16 січня 2000  | Moorilla Hobart International, Австралія                           | Тверде     | Емілі Луа           | Кім Клейстерс Алісія Молік                         | 6–2, 2–6, 6–3      |
| Перемога  | 6.   | 10 липня 2000  | Internazionali Femminili di Tennis di Palermo, Італія              | Ґрунт      | Сільвія Фаріна-Елія | Руксандра Драгомір Вірхінія Руано Паскуаль         | 6–4, 0–6, 7–6(8–6) |
| Поразка   | 7.   | 17 липня 2000  | Orange Warsaw Open, Польща                                         | Ґрунт      | Оса Свенссон        | Вірхінія Руано Паскуаль Паола Суарес               | 5-7, 1-6           |
| Поразка   | 8.   | 22 жовтня 2000 | China Open (теніс), КНР                                            | Тверде (i) | Меган Шонессі       | Лілія Остерло Тамарін Танасугарн                   | 5–7, 1–6           |
| Перемога  | 9.   | 5 січня 2001   | ASB Classic, Нова Зеландія                                         | Тверде     | Александра Фусаї    | Еммануель Гальярді Барбара Шетт                    | 7–6(9–7), 6–3      |
| Поразка   | 10.  | 8 квітня 2001  | Porto, Португалія                                                  | Ґрунт      | Александра Фусаї    | Марія Хосе Мартінес Санчес Анабель Медіна Гаррігес | 1–6, 7–6(7–5), 5–7 |
| Перемога  | 11.  | 12 січня 2002  | Moorilla Hobart International, Австралія                           | Тверде     | Татьяна Гарбін      | Кетрін Берклей Крістіна Вілер                      | 6–2, 7–6(7–3)      |
| Runner–up | 12.  | 19 травня 2003 | Мадрид, Іспанія                                                    | Ґрунт      | Анжелік Віджайя     | Лізель Губер Джилл Крейбас                         | 4–6, 6–7(6–8)      |

## Фінали ITF

### Одиночний розряд Фінали (1-2)
| Турніри $100,000 |
| Турніри $75,000  |
| Турніри $50,000  |
| Турніри $25,000  |
| Турніри $10,000  |

| Результат | Ранг | Дата             | Турнір                | Покриття | Опонент in the final | Рахунок in the final |
| Поразка   | 1.   | 29 березня 1993  | Мулен, Франція        | Тверде   | Катаріна Студенікова | 2-6, 2-6             |
| Поразка   | 2.   | 10 травня 1993   | Putignato, Італія     | Тверде   | Лаура Гарроне        | 6-2, 3-6, 1-6        |
| Перемога  | 3.   | 1 листопада 1993 | Vilamoura, Португалія | Тверде   | Анка Барна           | 6-0 6-2              |

### Парний розряд (3-1)
| Результат | Ранг | Дата            | Місце            | Покриття   | Партнер          | Опоненти in the final               | Рахунок       |
| Перемога  | 1.   | 3 серпня 1992   | Nicolosi, Італія | Ґрунт      | Лаура Лапі       | Emanuela Brusati Германа ді Натале  | 6-4, 6-2      |
| Перемога  | 2.   | 24 березня 1993 | Реймс, Франція   | Ґрунт      | Марція Гроссі    | Світлана Комлева Ольга Лугіна       | 6–4, 6–4      |
| Перемога  | 3.   | 13 червня 1994  | Sezze, Італія    | Ґрунт      | Лаура Гарроне    | Лаура Монтальво Silvia Ramon-Cortes | 6–4, 6–4      |
| Поразка   | 4.   | 11 жовтня 1999  | Бордо, Франція   | Тверде (i) | Александра Фусаї | Емілі Луа Оса Свенссон              | 2-6, 6-7(5-7) |

### Результати особистих зустрічей
- Ліндсі Девенпорт 0-2
- Мартіна Хінгіс 0-3
- Домінік Монамі 1-3
- Дінара Сафіна 0-1